# Henri Joseph Oberthür
Henri Joseph Oberthür (* 30. November 1887 in Paris; † 18. Mai 1983 ebenda) war ein französischer Entomologe und Chirurg.

## Leben und Wirken
Sein Vater war Joseph Marie Oberthür (1872–1956), der ebenfalls ein Mediziner, aber auch Tiermaler war. Seine Mutter hieß Marie Henriette Céleste Oberthür geb. Fayol (1876–1924). Henri Joseph Oberthür war das zweitgeborene Kind aus dieser Ehe. Er hatte zwei Schwestern namens Anne Marie (1896–1980) und Geneviève Vévette (1912–1992) und einen Bruder namens André (1906–1985). Außerdem war er ein Enkel des Lepidopterologen Charles Oberthür (1845–1924) und Großneffe des Koleopterologen René Oberthür (1852–1944), dessen Käfersammlung vom Muséum national d’histoire naturelle (MNHN) aufgekauft wurde.
Seit 1913 war er Mitglied in der Société zoologique de France. Damals wohnte er 46, rue Molitor in Paris. 1915 wurde er wegen des Ersten Weltkriegs Anwärter an der Militärschule Saint-Cyr. Schließlich wird er ein Jahr später Anwärter für das Infanterie-Regiment Nr. 54. Nach dem Krieg begann er 1919 sein Medizinstudium. Seine Dissertation aus dem Jahre 1921 trug den Titel La gastrectomie dans l'ulcère de l'estomac et du duodénum.
Im Jahr 1925 ehelichte Oberthür Renée Louise Charlotte Antoine Carlioz (1904–2002), mit der er die Kinder Françoise (1927–), Dominique (1930–), Regis François Henri (1932–) und Jean-Paul (1937–) zeugte.
Im Jahr 1926 wurde er Mitglied in der Société nationale d'acclimatation de France und wohnte in der 2, rue Boileau in Paris.
Henri Oberthür war Honorarchirurg am Saint-Joseph-Krankenhaus von Paris, Ehrenmitglied der Académie de Chirurgie, Attaché des entomologischen Laboratoriums des MNHN und wurde im Jahr 1967 Präsident der Société entomologique de France. Dieser Gesellschaft trat er bereits im Jahr 1944 als Mitglied bei.
Geprägt von seinen Ahnen galt auch er als ein ausgezeichneter Entomologe und erforschte mehr als 40 Jahre Schmetterlinge. Auf diesem Gebiet beschränkte er sich nicht ausschließlich auf das Gebiet von Frankreich, sondern auch auf die Länder Schweiz, Spanien und Marokko.
Nach seiner Pension arbeitete er insbesondere bei der Erforschung der Eulenfaltern aus der Paläarktis, einem Teilgebiet, in dem er sich sehr gut auskannte, mit dem Laboratorium des Museums zusammen. Dem Museum vermachte er seine sehr interessante und gut erhaltene Sammlung, die aus mehr als hundert Kartons bestand.

## Werke (Auswahl)
- La gastrectomie dans l'ulcère de l'estomac et du duodénum. Faculté de médecine de Paris, Paris 1921.
- Traitement chirurgical de la dilatation dite idiopathique de l'oesophage. Masson, Paris 1931.
- zusammen mit Étienne Sorrel, Mérigot: Deux cas de rupture de la rate par traumatisme minime chez l'enfant. In: Bulletins de la Société de pédiatrie de Paris. Band 29, 1931, S. 525–530.
- zusammen mit Étienne Sorrel, Mérigot: Un cas d'arthrite juvénile de la hanche. In: Bulletins de la Société de pédiatrie de Paris. Band 29, 1931, S. 534–538.
- zusammen mit Étienne Sorrel, Chauveau: Dysostose cléido-crânienne. In: Bulletins de la Société de pédiatrie de Paris. Band 29, 1931.
- Luxation de la 4e cervicale avec phénomènes radiculaires et médullaires importants. Réduction facile sans intervention sanglante. Guérison. In: Bulletins et Mémoires de la Société Nationale de Chirurgie. Band 57, 1931, S. 353–357.
- Onze observations de résection diaphysaire pour ostéomyélite des adolescents. In: Bulletins et Mémoires de la Société Nationale de Chirurgie. Band 60, 1934, S. 474–479.